# Edificio de Correos de Castellón
El Edificio de Correos de Castellón de la Plana (España) situado en la Plaza de Tetuán, es un edificio administrativo inaugurado en el año 1932, obra de los arquitectos Demetrio Ribes Marco y Joaquín Dicenta Vilaplana. Su estilo arquitectónico es el modernismo valenciano y el neomudéjar.
Situado en un punto estratégico del entramado urbano de Castellón, con la Avinguda de Jaime I al sur y la plaza de Tetuán al norte, su implantación como edificio exento queda reforzada por un volumen de tres plantas con las cuatro esquinas redondeadas que produce una imagen muy unitaria y de gran contundencia.
La iniciativa del edificio de correos de Castellón forma parte de un programa estatal de 1909, con el que se pretendía dotar de un nuevo edificio para esta actividad a cada una de las capitales de provincia.

## Descripción
El proyecto del edificio salió a concurso público en 1916 y se adjudicó al arquitecto Demetrio Ribes en 1917. Con Ribes colaboraría el arquitecto castellonense Joaquín Dicenta Vilaplana, que al fallecimiento en 1921 de Ribes, se haría cargo de las obras hasta su finalización en 1932.
El proyecto de Ribes divide el programa en las tres plantas. En la baja la atención al público, en la primera las oficinas y en la tercera las viviendas. El acceso se realiza desde las cuatro fachadas. En la principal, el acceso de público, en la posterior el de carga, en las laterales el de viviendas y el de funcionarios.
El vestíbulo público es un patio cubierto por cristalera al que recaen las plantas superiores y que permite un espacio de mayor altura y bien iluminado cenitalmente. El acceso a la planta primera de oficinas es selectivo: de un lado, junto al principal del edificio, una escalera de cuatro tramos conduce al corredor que rodea el patio y a los despachos principales; de otro, una de las escaleras laterales, hoy dotada de ascensor, permite un acceso directo de funcionarios desde el exterior. De forma simétrica a la última descrita, otra escalera conduce a la segunda planta, donde se sitúan las viviendas.
La disposición en planta respira un cierto clasicismo, por la simetría adoptada.
La composición de las fachadas se basa en dos planos: el de la alineación, y el de los resaltes que enmarca en las esquinas redondeadas y forman torreones rematados con rotundos aleros de cubiertas a cuatro aguas con teja alicantina. La fachada principal, de menor dimensión que las laterales está formada por el paño central de entrada y dos torreones laterales. En ella, sobre el zócalo continuo de piedra de Borriol abujardada, un sobre-zócalo forma las jambas del portal de entrada en arco de medio punto. El fuste, formado por las plantas baja y primera combina los paños revestidos de piedra que imita la mampostería con el ladrillo cara-vista que enmarca los huecos. El remate es totalmente de ladrillo cara-vista que acentúa en su aparejo el carácter arabizante del conjunto y queda rematado con pináculos de piedra muy esbeltos.
Las fachadas laterales, de mayor longitud, permiten una composición de tres paños, el central enmarcado con torreones y los laterales entre éstos y los resaltes de las esquinas. Esto produce una sensación de mayor tranquilidad y menor abigarramiento.